# Accesibilidad

Símbolo de la accesibilidad.

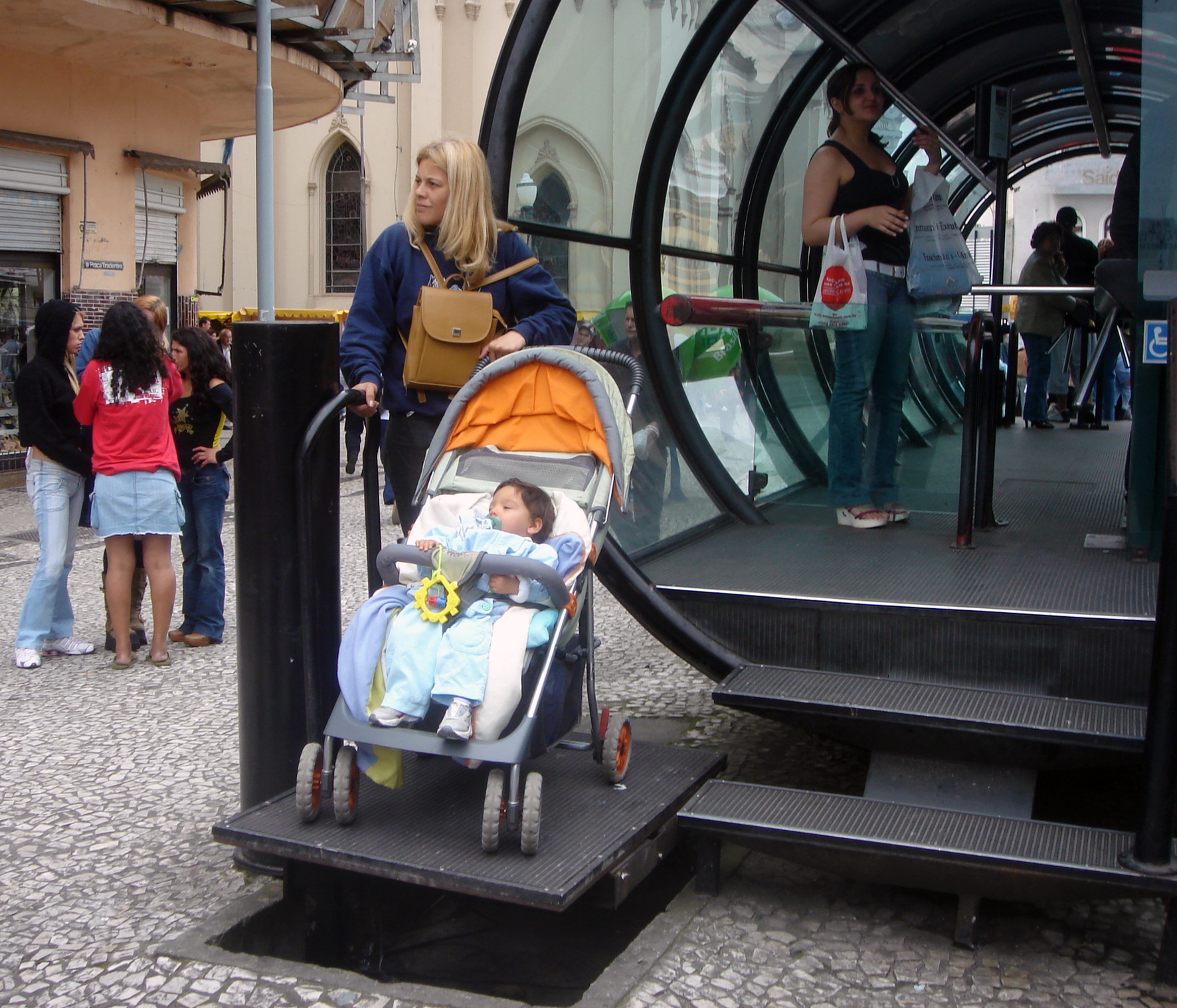
La accesibilidad es parte integral del sistema de transporte público de Curitiba, Brasil.

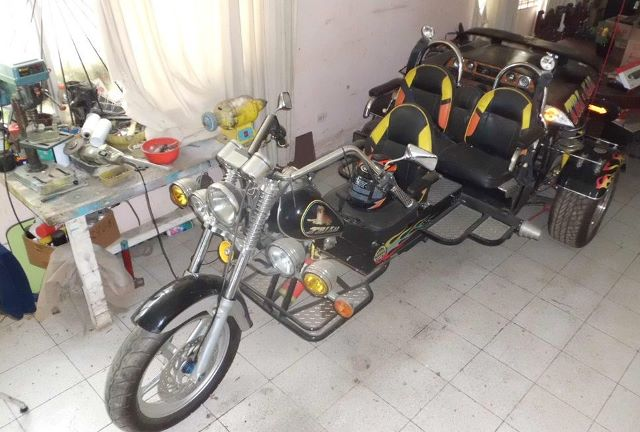
Un método de transporte para discapacitados creado en Chiclayo, Perú. Consiste en una motocicleta totalmente automatizada y adaptada para este tipo de personas.

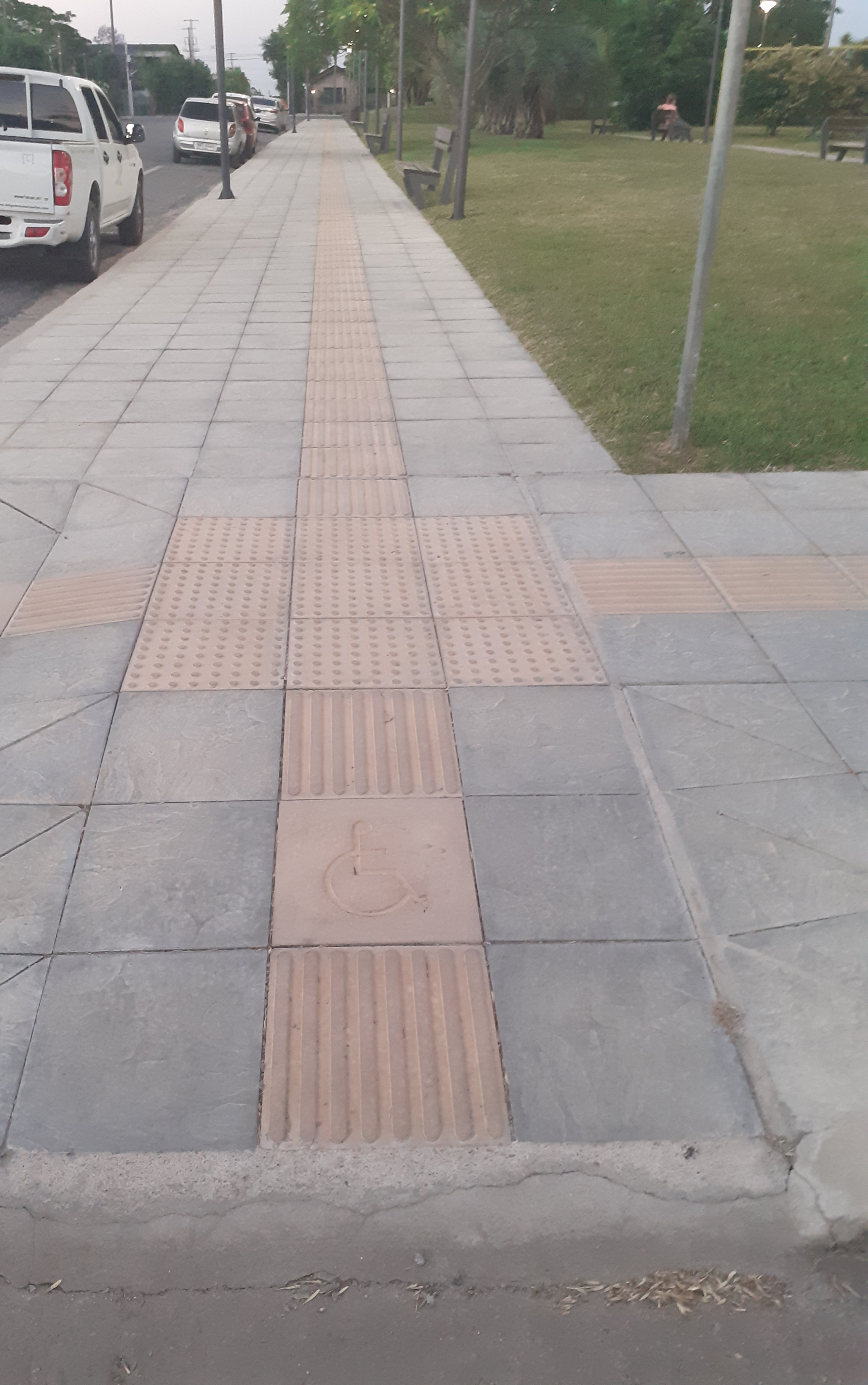
Las aceras inclusivas son útiles para brindar accesibilidad a la mayor cantidad de gente posible y mejorar su calidad de vida

La accesibilidad o accesibilidad universal es el principio que permite el uso o acceso de un objeto, lugar o experiencia por cualquier persona, independientemente de sus capacidades técnicas, cognitivas o físicas. El concepto permea una amplia serie de ámbitos, dentro de los cuales la arquitectura, el diseño urbano y el uso de servicios varios en general se erigen como los más patentes.
Para promover la accesibilidad se hace uso de ciertas facilidades que ayudan a salvar los obstáculos o barreras de accesibilidad del entorno, consiguiendo que estas personas realicen la misma acción que pudiera llevar a cabo una persona sin ningún tipo de discapacidad. Estas facilidades son llamadas ayudas técnicas. Entre éstas se encuentran el alfabeto Braille, la lengua de señas, las sillas de ruedas, las señales auditivas de los semáforos, etc.
Considerando "Convención sobre los Derechos de las Personas con Discapacidad", la accesibilidad es un derecho que implica la real posibilidad de una persona de ingresar, transitar y permanecer en un lugar, de manera segura, confortable y autónoma. Ello implica que las barreras de entorno físico deben ser suprimidas.
Existen algunos axiomas que deben ser aplicados en los diseños inclusivos de manera de lograr soluciones arquitectónicas universales:[cita requerida]
- Axioma primero de la accesibilidad: una solución que no es segura, no es accesible.
- Axioma segundo de la accesibilidad: un escalón es una barrera, una rampa debe tener la pendiente adecuada en ambos sentidos.
- Axioma tercero de la accesibilidad: la puerta del baño adaptado siempre abre hacia afuera del local o es corredera.
- Axioma cuarto de la accesibilidad: el herraje tipo pomo no es considerado accesible porque no puede girarse con facilidad (sin usar los dedos).

## Ámbitos específicos

### Medicina
En medicina es una de las características básicas de la atención primaria, junto con la coordinación, la integralidad y la longitudinalidad. La accesibilidad es la provisión eficiente de servicios sanitarios en relación con las barreras organizacionales, económicas, culturales y emocionales.

### Videojuegos
En el mundo de los videojuegos  se busca que los desarrolladores hagan accesibles los juegos. Recientemente[¿cuándo?] se han publicado dos guías, una de ellas llamada Game Accesibility Guide que contiene un listado bastante completo de cosas a tener en cuenta en el desarrollo de un videojuego para que sea más accesible. Están divididas en tres grupos, según la complejidad de su implementación en el juego (básica, intermedia y avanzada) y dentro de cada grupo una subdivisión para las funcionalidades a las que van dirigidas (general, movilidad, cognitiva, visual, auditiva y habla).
La otra guía de accesibilidad se llama Includification. En la cabecera de la página web se puede acceder a movilidad, escucha, visión, cognitiva y otra llamada Random Thoughts que abarcan todas las discapacidades en general. Además, desde esta web se ha elaborado un pdf con los problemas de accesibilidad a los que se enfrentan las personas con discapacidad así como testimonios y ejemplos reales de los usuarios.

### Informática
En informática, la accesibilidad incluye ayudas como las tipografías de alto contraste o gran tamaño, magnificadores de pantalla, lectores y revisores de pantalla, programas de reconocimiento de voz, teclados adaptados, y otros dispositivos apuntadores y de entrada de información.

“El poder de la web reside en su universalidad. El acceso para todo el mundo, a pesar de la discapacidad, es un aspecto esencial”.
Tim Berners-Lee [cita requerida] 

La accesibilidad aplicada al contenido de Internet se denomina accesibilidad web. En la Web, el W3C ha desarrollado directrices o pautas específicas para permitir y asegurar este tipo de accesiblidad. El grupo de trabajo dentro del W3C encargado de promoverla es el WAI (Web Accessibility Initiative), elaborando para ello unas Pautas de Accesibilidad al contenido Web 1.0, WCAG.
Según Egea 2007:21 "podemos englobar en tres grandes líneas las principales dificultades que encuentran las personas con discapacidad en su relación con las tecnologías digitales:
- Posibilidad de manejo o acceso a los elementos físicos que nos proporcionan las tecnologías digitales.
- Posibilidad de efectuar una interacción con las interfaces presentes en cada medio.
- Posibilidad de acceder a los contenidos que nos presentan los terminales, que cada vez van siendo mayores y más complejos.

## Legislación
Muchos países cuentan con leyes de obligado cumplimiento que permiten velar por la accesibilidad de las páginas de su administración pública o bien de sitios de empresas que ofrecen servicios y productos para ella. A continuación se verán las más importantes.

### Europa
En Europa, lo más interesante en materia de accesibilidad se encuentra en los planes eEurope y en el texto de la "Carta de los Derechos Fundamentales de la Unión Europea". En dicha carta deja claro que se prohíbe toda discriminación, y en particular la ejercida por razón de sexo, raza, color, orígenes étnicos o sociales, características genéticas, lengua, religión o convicciones, opiniones políticas o de cualquier otro tipo, pertenencia a una minoría nacional, patrimonio, nacimiento, discapacidad, edad u orientación sexual.
En junio de 2000 se aprobó el "Plan de Acción eEurope 2002", desarrollado por la Comisión y Consejo de Europa a partir de la iniciativa homónima de diciembre de 1999. Tal y como se puede ver en el texto del "Plan de Acción eEurope 2000", se trata de un ambicioso proyecto destinado a “convertir a Europa en la economía más competitiva y dinámica del mundo”, explotando para ello todas “las oportunidades de la Nueva Economía, y especialmente, Internet”. Así pues, es un plan del que se pueden beneficiar los más de 377 millones de habitantes de la Unión Europea.
El plan recoge distintas acciones agrupadas en torno a tres objetivos fundamentales: (1) conseguir una Internet más rápida, barata y segura, (2) invertir en las personas y en la formación y (3) estimular el uso de Internet. Dentro del segundo objetivo, destacan las medidas aprobadas para permitir y promover la participación de todos en la Nueva Economía y en lo que se denomina la Sociedad de la Información. Se comienza dejando claro que “las páginas web del sector público y su contenido, en los Estados miembros y las instituciones europeas, deben diseñarse de manera que sean accesibles, a fin de que los ciudadanos con discapacidades puedan acceder a la información y aprovechar plenamente las posibilidades de la administración electrónica”.
Para la aplicación de eEurope 2002 en el ámbito de la “participación de todos en la sociedad basada en el conocimiento”, el Grupo de alto nivel ESDIS (que se ocupa del empleo y la dimensión social en la Sociedad de la Información), recibió el mandato de seguir de cerca la evolución de la accesibilidad. Además, fue constituido un Grupo de expertos llamado “eAccessibilidad” destinado a asistir al Grupo de alto nivel.
La línea de actuación de eEurope 2002 orientada a la accesibilidad tiene como objetivo principal “mejorar el acceso a la web de personas con discapacidades”, en consonancia con “el principio de no discriminación, proclamado en el Tratado de la Unión Europea”. Esta acción beneficia directamente a los más de 37 millones de habitantes de los países de la Unión que presentan algún tipo de discapacidad. Para ello, se establece el final de 2001 como fecha límite para la adopción de las Pautas de la Iniciativa de Accesibilidad a la Web (WAI, Web Accessibility Initiative). La iniciativa será comentada en el punto 2.4, mientras que las pautas serán explicadas en el apartado 2.5.
Además, en este plan se reconoce la necesidad de acelerar la creación de un entorno legislativo adecuado, estableciendo plazos fijos para la aprobación de distintas leyes que posibiliten los objetivos marcados. En este sentido se establece el final del año 2002 (de ahí el nombre del plan) como límite para alcanzar las metas propuestas, y se deja claro que será necesaria la continuación del plan más allá de dicha fecha. Así pues, en junio de 2002 se presenta en el Consejo Europeo de Sevilla la continuación del plan, llamado eEurope 2005. Básicamente sigue las líneas de acción propuestas por el anterior plan, actualizándolo con los logros conseguidos y la situación actual.
Como parte este plan se encuentra la línea de acción eInclusion, que bajo el lema “una sociedad de la información para todos”, pretende conseguir objetivos básicos como el de “garantizar que la sociedad de la información no se traduzca en exclusión social”.
También es interesante resaltar que tanto el "Plan de Acción Info XXI" como su continuación "España.es" forman parte de estos grandes proyectos de Europa.
En el 2003, la Comisión Europea encargó la redacción de un estudio para la estandarización de los criterios de accesibilidad europeos. Así fue redactado el 'European Concept of Accessibility', cuyo autor principal es Francesc Aragall en este trabajo se sientan las bases de la filosofía de accesibilidad de aplicación en Europa.

#### Alemania
El 23 de julio de 2002 el Gobierno Alemán publicó el "Decreto sobre Tecnología de la Información Libre de Barreras", el cual, basado en las directrices de accesibilidad para el contenido web (WAI), recoge dichas pautas redactándolas en términos legales.

#### España

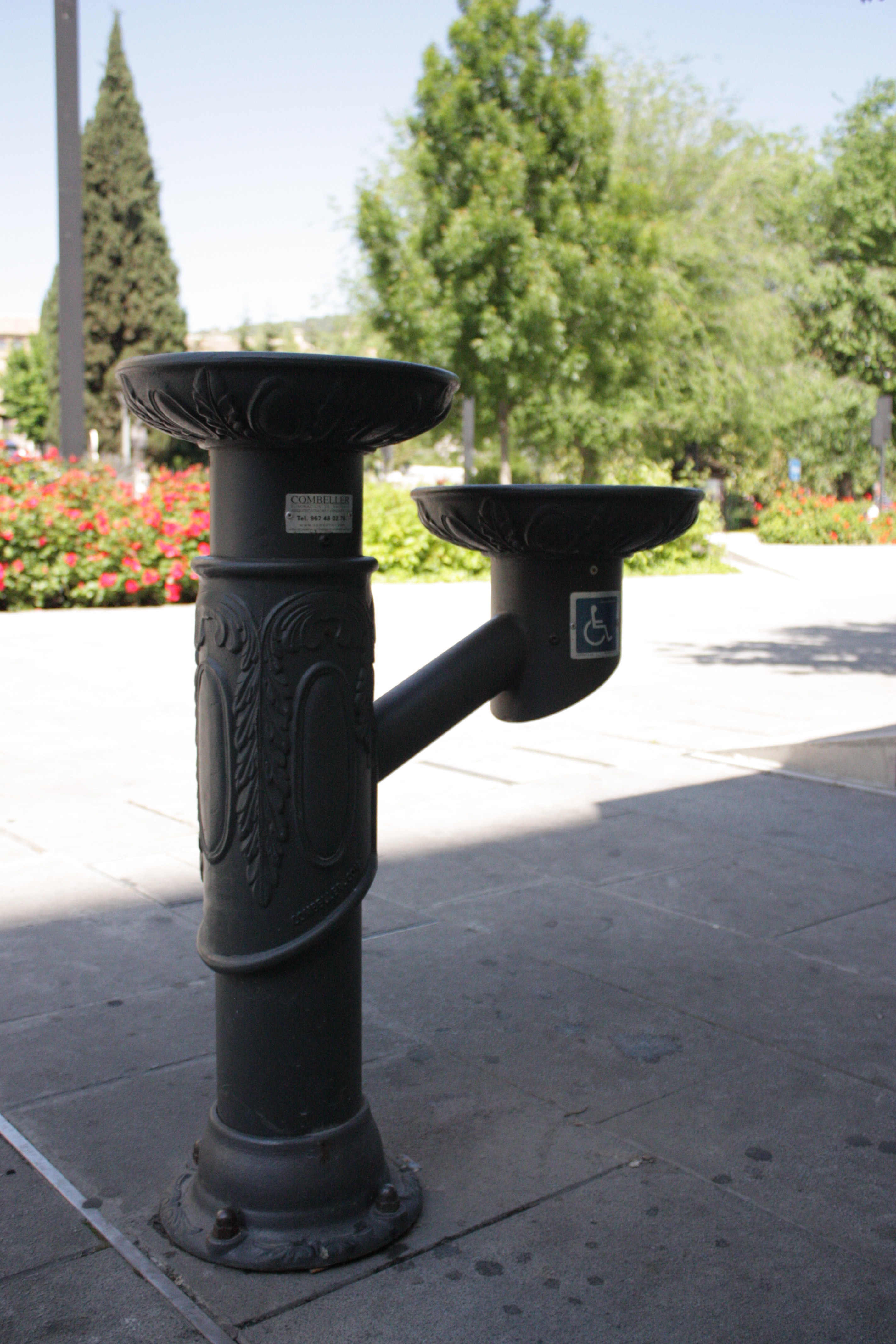
Fuente con adaptación para personas con discapacidad, en Granada.

En España, en un acto celebrado el 3 de diciembre de 2005 con motivo del Día Internacional de las Personas con Discapacidad, el Gobierno anunció su intención de reformar el artículo 49 de la Constitución Española para sustituir en el texto de la Carta Magna la palabra "disminuidos" por "discapacitados". En la actualidad reza:

Los poderes públicos realizarán una política de previsión, tratamiento, rehabilitación e integración de los disminuidos físicos, sensoriales y psíquicos.

Asimismo, manifestó su intención de aprobar a finales de año el anteproyecto de Ley de Autonomía Personal con la previsión futura de que entre en vigor entre los años 2006 y 2007.
La "Ley de Integración Social de los Minusválidos" (LISMI, promulgada en 1982) significó la primera acción legal que recogía medidas compensatorias para las personas con discapacidad, pero no promovía su participación activa en la sociedad. Además, debido a que en dicho año las tecnologías no estaban suficientemente desarrolladas, esta ley no recoge ninguna acción relativa al acceso web.
Posteriormente, y para la preparación del desarrollo y aplicación en España del "Plan de Acción eEurope 2002", el Gobierno publicó a comienzos del año 2001 el denominado "Plan de Acción Info XXI", vigente entre los años 2001 y 2003. Uno de sus objetivos principales era el de “facilitar el acceso a la Sociedad de la Información y el uso intensivo de las Nuevas Tecnologías a los discapacitados con el fin de conseguir la igualdad de oportunidades”.
En 2002 se publicó en el BOE la Ley 34/2002, de 11 de julio, de servicios de la sociedad de la información y de comercio electrónico, también llamada LSSICE. Fue publicada en el BOE el 12 de julio de 2002, y entró en vigor a los tres meses de su publicación, es decir, el 12 de octubre de 2002. Esta ley indica que los sitios web de la administración deben ser accesibles a los discapacitados, siendo posible la exigencia del cumplimiento de dicha ley también para aquellas páginas financiadas por las administraciones públicas. En su disposición adicional quinta se establecen además pautas sobre “accesibilidad para las personas con discapacidad y de edad avanzada a la información proporcionada por medios electrónicos”.
Igualmente hay que mencionar la Ley 51/2003, de 3 de diciembre, de Igualdad de Oportunidades, No Discriminación y Accesibilidad Universal de las Personas con discapacidad y la Orden 1551/2003, de 13 de junio, por la que se desarrolla la Disposición final primera del Real Decreto 209/2003, de 21 de febrero, por el que se regulan los registros y las notificaciones telemáticas, así como la utilización de medios telemáticos para la sustitución de la aportación de certificados por los ciudadanos.
Más orientado hacia el tema de este estudio es el "I Plan Nacional de Accesibilidad", aprobado por el Consejo de Ministros el día 25 de julio de 2003, y desarrollado por el Ministerio de Trabajo y Asuntos Sociales a través del IMSERSO. Con el lema “Por un nuevo paradigma, el Diseño para Todos, hacia la plena igualdad de oportunidades” se deja claro su objetivo más general.
En él se recogen los compromisos del Gobierno en materia de accesibilidad que se desarrollarán en periodos sucesivos de tres años, desde su entrada en vigor en 2004 hasta su término en 2012. Así mismo, el plan impulsará el paradigma del “Diseño para Todos” a través de un sistema normativo que garantice la accesibilidad. La Ley 39/2006, de promoción de la autonomía personal y atención a las personas en situación de dependencia, incluye “la accesibilidad y adaptaciones en la vivienda que contribuyan a mejorar su capacidad de desplazamiento en ella”, y la Ley 12/2007, del 11 de octubre, relativa a los servicios sociales, establece “Ayudas para la adaptación de viviendas para personas con discapacidad”. Con esta reglamentación se introduce en España el concepto de adaptación funcional de las viviendas.
El desarrollo del mismo comprende la realización de estudios, campañas de sensibilización, formación especializada e impulso de la investigación y desarrollo técnico en varios ámbitos.
El cambio en la legislación europea y española obliga a los sitios Web de las administraciones públicas europeas, nacionales, autonómicas, regionales, locales, etc. (ayuntamientos, mancomunidades, provincias, comunidades autónomas, ministerios, etc.) y a las entidades que estén total o parcialmente subvencionadas (ONG, consorcios de transporte, universidades, organizaciones ciudadanas, políticas, sociales, etc.), a cumplir un nivel mínimo de accesibilidad “AA” en una fecha determinada, que en el caso de España fue a final de 2005.

##### Normativa vigente
Real Decreto Legislativo 1/2013, de 29 de noviembre, por el que se aprueba el Texto Refundido de la Ley General de derechos de las personas con discapacidad y su inclusión social.
Ley 8/2013, de 26 de junio de rehabilitación, regeneración y renovación urbanas.
En términos de edificación la normativa en España fue actualizada en diciembre de 2015 dentro del código técnico de la edificación (CTE) en su documento básico (DBA) de seguridad de utilización referente a accesibilidad (SUA-9) donde se especifican los criterios a seguir.

#### Irlanda
En Irlanda, el Acta para la Igualdad en el Empleo de 1998 y el Acta para la Igualdad de Estatus de 2000 proporcionan el marco legal para promover la accesibilidad. Además, se exige que los sitios web de los departamentos de la Administración Pública cumplan los criterios de accesibilidad de las pautas WAI.

#### Portugal
Portugal es uno de los primeros países europeos en adoptar medidas –en 1998– para que las páginas de su administración sean accesibles a todo el mundo.

#### Reino Unido
En 1995 el Reino Unido aprobó su "Disability Discrimination Act" para prohibir la discriminación de las personas con discapacidad en relación con el empleo, bienes, servicios, educación y transporte.

#### Suecia
En Suecia la "Agencia para la Gestión Pública" presentó en junio de 2002 las directrices para el diseño web de los sitios públicos, incluyendo la aplicación de las pautas WAI.

### Resto del mundo
Las Naciones Unidas aprobaron el 20 de diciembre de 1993 las "Normas Uniformes sobre la igualdad de oportunidades para las personas con discapacidad", cuya finalidad es “garantizar que niñas y niños, mujeres y hombres con discapacidad, en su calidad de miembros de sus respectivas sociedades, puedan tener los mismos derechos y obligaciones que los demás”. El fundamento político y moral de estas normas se encuentra en la "Carta Internacional de Derechos Humanos".
En el texto de las normas se expresa que “aunque no son de cumplimiento obligatorio, estas normas pueden convertirse en normas internacionales consuetudinarias cuando las aplique un gran número de Estados con la intención de respetar una norma de derecho internacional. Llevan implícito el firme compromiso moral y político de los Estados de adoptar medidas para lograr la igualdad de oportunidades”. Además, “estas normas constituyen un instrumento normativo y de acción para personas con discapacidad y para sus organizaciones”.
El artículo 5, “Posibilidades de acceso”, de estas normas declara que “los Estados deben reconocer la importancia global de las posibilidades de acceso dentro del proceso de lograr la igualdad de oportunidades en todas las esferas de la sociedad. Para las personas con discapacidades de cualquier índole, los Estados deben (a) establecer programas de acción para que el entorno físico sea accesible y (b) adoptar medidas para garantizar el acceso a la información y la comunicación.”
Asimismo, se expresa que “cualquier violación del principio fundamental de igualdad y cualquier discriminación o diferencia injustificada de trato de las personas con discapacidad que contravenga las Normas Uniformes sobre la igualdad de oportunidades para las personas con discapacidad vulnera o invalida y menoscaba el disfrute de los derechos humanos de esas personas”.
Además, “exhorta a los gobiernos a adoptar medidas activas para velar por que las personas con discapacidad disfruten plenamente de todos los derechos humanos y libertades fundamentales, en particular eliminando o facilitando la eliminación de las trabas y obstáculos al disfrute efectivo y en condiciones de igualdad de los derechos humanos de esas personas, y estableciendo políticas nacionales”.
De esta forma los pueblos de las Naciones Unidas dejan clara su preocupación por la plena integración de las personas con discapacidad. y se embarcan en el largo viaje hacia la consecución de una sociedad igualitaria y sin discriminación.
Artículo 3 de la Convención de Derechos de las Personas con Discapacidad..

#### Argentina
En Argentina, en marzo del año 1981 se sancionó la Ley Nacional N.º 22.431 que crea el sistema de protección integral de las personas con discapacidad, con posterioridad, en el año 1994 se sancionó la Ley Nacional N.º 24.314 -Accesibilidad de personas con movilidad reducida–, que sustituye el Capítulo IV, regula la accesibilidad al medio físico: «Establécese la prioridad de la supresión de barreras físicas en los ámbitos urbanos arquitectónicos y del transporte...» (Art. 20), «Entiéndese por barreras arquitectónicas las existentes en los edificios de uso público sea su propiedad pública o privada..» (Art. 21) y «Entiéndese por barreras en los transportes aquellas existentes en el acceso y utilización de los medios de transporte público...»(Art. 22). 
El 13 de enero de 2003 la Legislatura de la Ciudad Autónoma de la Ciudad de Buenos Aires sanciona la Ley n.º 962 «Accesibilidad física para todos», que introduce modificaciones al Código de Edificación de la Ciudad de Buenos Aires.
El 21 de mayo de 2008 se sancionó la Ley Nacional n.º 26.378, con la aprobación de la Convención sobre los Derechos de las Personas con Discapacidad y su protocolo facultativo, aprobados mediante resolución de la Asamblea General de las Naciones Unidas, en su Artículo 9. Accesibilidad, "...A fin de que las personas con discapacidad puedan vivir en forma independiente y participar plenamente en todos los aspectos de la vida, los Estados Partes adoptarán medidas pertinentes para asegurar el acceso de las personas con discapacidad, en igualdad de condiciones con las demás, al entorno físico, el transporte, la información y las comunicaciones, incluidos los sistemas y las tecnologías de la información y las comunicaciones, y a otros servicios e instalaciones abiertos al público o de uso público, tanto en zonas urbanas como rurales...",
La Ley Nacional N.º 26.653 expresa la Accesibilidad de la Información en las páginas web, fue promulgada el 26 de noviembre de 2010. En su artículo 1.º manifiesta: "El Estado nacional, entiéndanse los tres poderes que lo constituyen, sus organismos descentralizados o autárquicos, los entes públicos no estatales, las empresas del Estado y las empresas privadas concesionarias de servicios públicos, empresas prestadoras o contratistas de bienes y servicios, deberán respetar en los diseños de sus páginas Web las normas y requisitos sobre accesibilidad de la información que faciliten el acceso a sus contenidos, a todas las personas con discapacidad con el objeto de garantizarles la igualdad real de oportunidades y trato, evitando así todo tipo de discriminación". y sigue en su artículo 2.º considerando que "Las instituciones u organizaciones de la sociedad civil que sean beneficiarias o reciban subsidios, donaciones o condonaciones, por parte del Estado o celebren con el mismo contrataciones de servicios, deberán cumplir los requisitos establecidos en el artículo 1° a partir de la entrada en vigencia de esta ley. A tal efecto, las personas jurídicas mencionadas que demuestren no contar con posibilidades de dar cumplimiento a lo establecido, recibirán la necesaria asistencia técnica directa, capacitación y formación de personal por parte del Estado nacional". Esto quiere decir que las páginas web del sector público y quienes tercericen servicios al estado están obligadas a contemplar la accesibilidad en sus estructuras, contenidos y funcionalidades.
La ley 26.522 de Servicios de Comunicación Audiovisual del año 2009 en su artículo 66, y su reglamentación (Dec. 1225/2010), prevén la inclusión en televisión de herramientas de accesibilidad para personas con discapacidades sensoriales, adultos mayores y otras personas que puedan tener dificultades para acceder a los contenidos: subtitulado oculto (closed caption), audiodescripción para personas con discapacidad visual, audiodescripción para personas con discapacidad intelectual, y lengua de señas.

#### Australia
En Australia los departamentos y oficinas de la Commonwealth están obligados por la Ley sobre Discriminación de 1992 a garantizar que la información y los servicios difundidos en línea sean accesibles a los discapacitados. El Online Council aprobó la adopción de las pautas WAI como conjunto de normas más adecuado para todos los sitios web públicos de Australia. Las pautas cuentan con el apoyo de la Comisión australiana de derechos humanos e igualdad de oportunidades, así como con el de los grupos de discapacitados.

#### Brasil

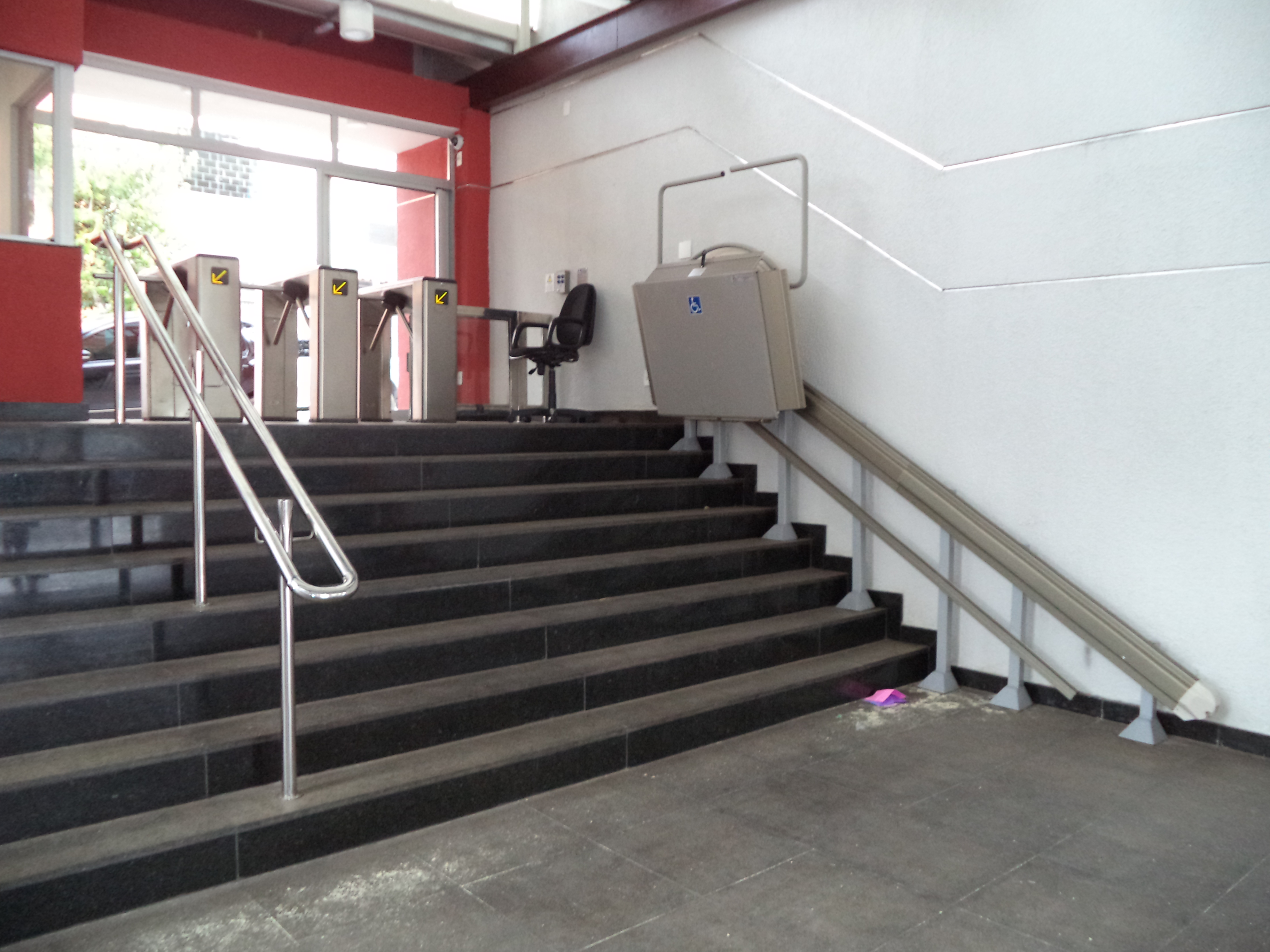
Ascensor de accesibilidad junto a escalera en el Cefet-MG.

Por último –aunque no se acaba con este la lista de países que adoptan medidas para facilitar la accesibilidad– el 10 de diciembre de 2000 fue aprobada en Brasil la Ley 10.098 que define las normas generales y los criterios básicos para garantizar la accesibilidad al medio físico, los transportes y las comunicaciones a todas las personas con discapacidad.

#### Canadá
En Canadá el gobierno exige que las páginas del mismo sean accesibles a todas las personas con discapacidades, de acuerdo con la iniciativa y normalización de sitios web "Canadian Common Look and Feel". Orientado hacia las necesidades del usuario, se han adoptado las normas de accesibilidad WAI, al igual que la mayoría de países en el resto del mundo.

#### Estados Unidos
Por otra parte, el país que más ha avanzado en su política de accesibilidad es Estados Unidos gracias a la ley de la Sección 508 de su "Rehabilitation Act Amendments". En 1998 se enmendó dicha ley para poder exigir que todos los productos y servicios desarrollados, adquiridos o en general usados por la administración federal fueran accesibles para los discapacitados. Para ello se dictó una serie de requisitos que estos servicios y productos deberían cumplir obligatoriamente.
Debido a que muchas empresas estadounidenses dedicadas a las Tecnologías de la Información desarrollan productos para la administración o bien forman parte de ella, el resultado es que se ven obligadas a cumplir las normas de accesibilidad si no quieren perder una importante cuota de mercado. Así pues, y aunque no se trata de una ley de obligado cumplimiento, ha conseguido grandes éxitos en materia de la accesibilidad digital y en particular en la accesibilidad al contenido web.

#### Perú
En Perú existe una Ley General de la Persona con Discapacidad desde diciembre de 2012 y su reglamento desde abril de 2014. Además, hay una Norma Técnica (A-120) que define perfectamente las dimensiones necesarias para facilitar el acceso a la vida pública.
La ley se ocupa de definir claramente que los derechos de una persona con discapacidad son los mismos que los de cualquiera. Concretamente, define que una persona debe poder acceder de manera segura y autónoma a cualquier servicio público y que es el Estado el responsable de que esto sea así.
Desde 1998, año en el que se promulgó la ley sobre la promoción del turismo, ya se indicaba que se debía dar facilidad de acceso a personas con discapacidad y tercera edad a instalaciones turísticas.

#### Uruguay
En Uruguay, en el año 1989 - publicada en el Diario Oficial, con el N.º 22989 - nace la Ley 16.095 que establece un sistema de protección integral para personas con discapacidad.
El 4 de diciembre de 2008, con la publicación en el Diario Oficial de la Ley N.º 18.418, se ratifica por parte del Estado Uruguayo la Convención sobre los Derechos de las Personas con Discapacidad, firmada en la ciudad de Nueva York, Estados Unidos, el 3 de abril de 2007.
El 9 de marzo de 2010, entró en vigencia la Ley 18.651 que establece el sistema de protección de los derechos de las personas con discapacidad. Es una Ley que a veinte años del nacimiento de la anteriormente mencionada, amplía el marco general y cambia algunos enfoques existentes. En sus capítulos IX y X, se encuentran las disposiciones referentes a arquitectura y urbanismo, y transporte.

### Tests
- Web Accessibility Initiative (en inglés)

### Otros
- FYCMA I Congreso Internacional de Diseño Universal (diseño accesible)
- SIDAR: Seminario de Iniciativas sobre Discapacidad y Accesibilidad en la Red
- ADDAW: Directorio de webs accesibles

- Datos: Q555097
- Multimedia: Accessibility / Q555097